# Jałowiec płożący

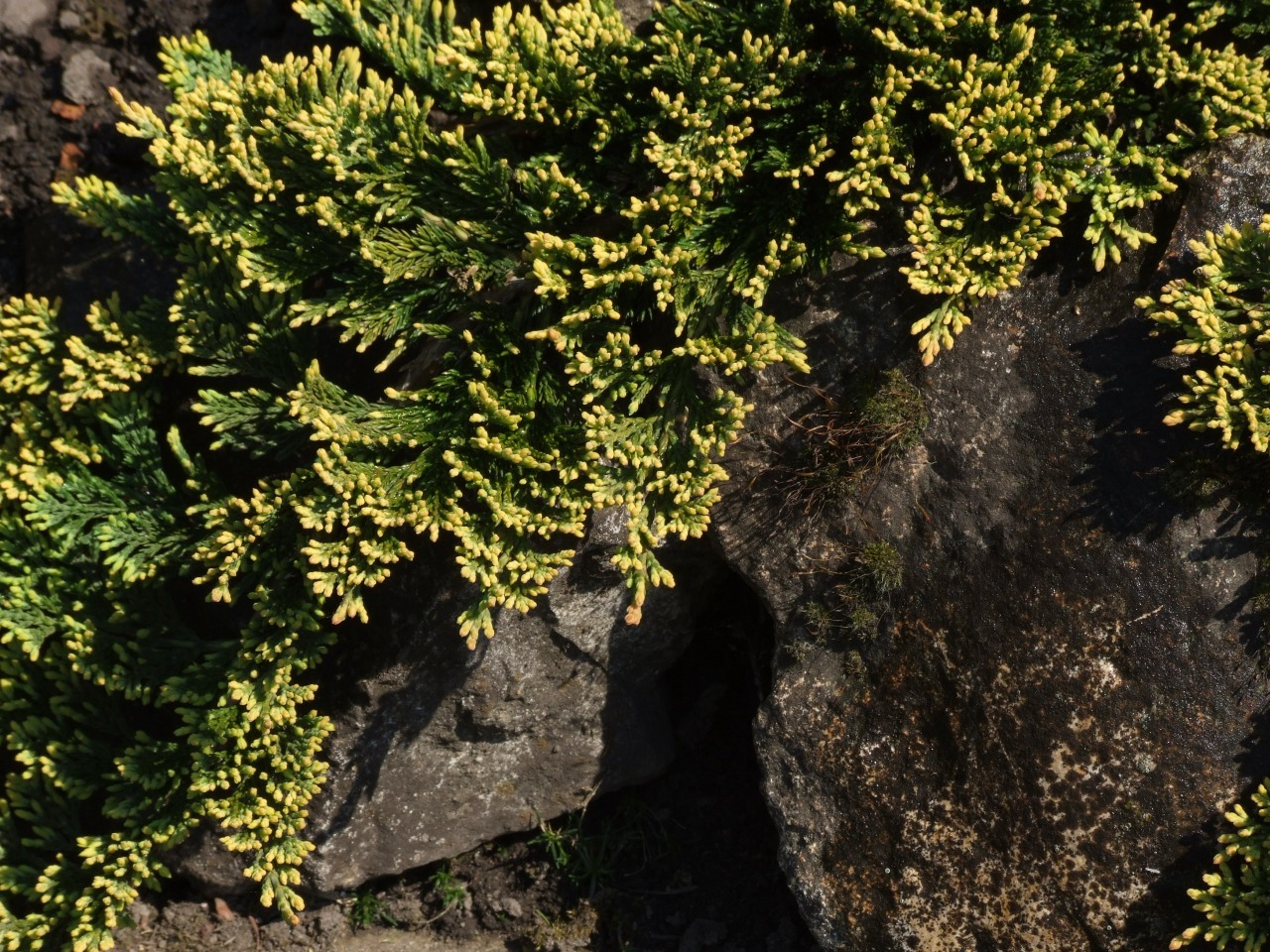
'Golden Carpet'

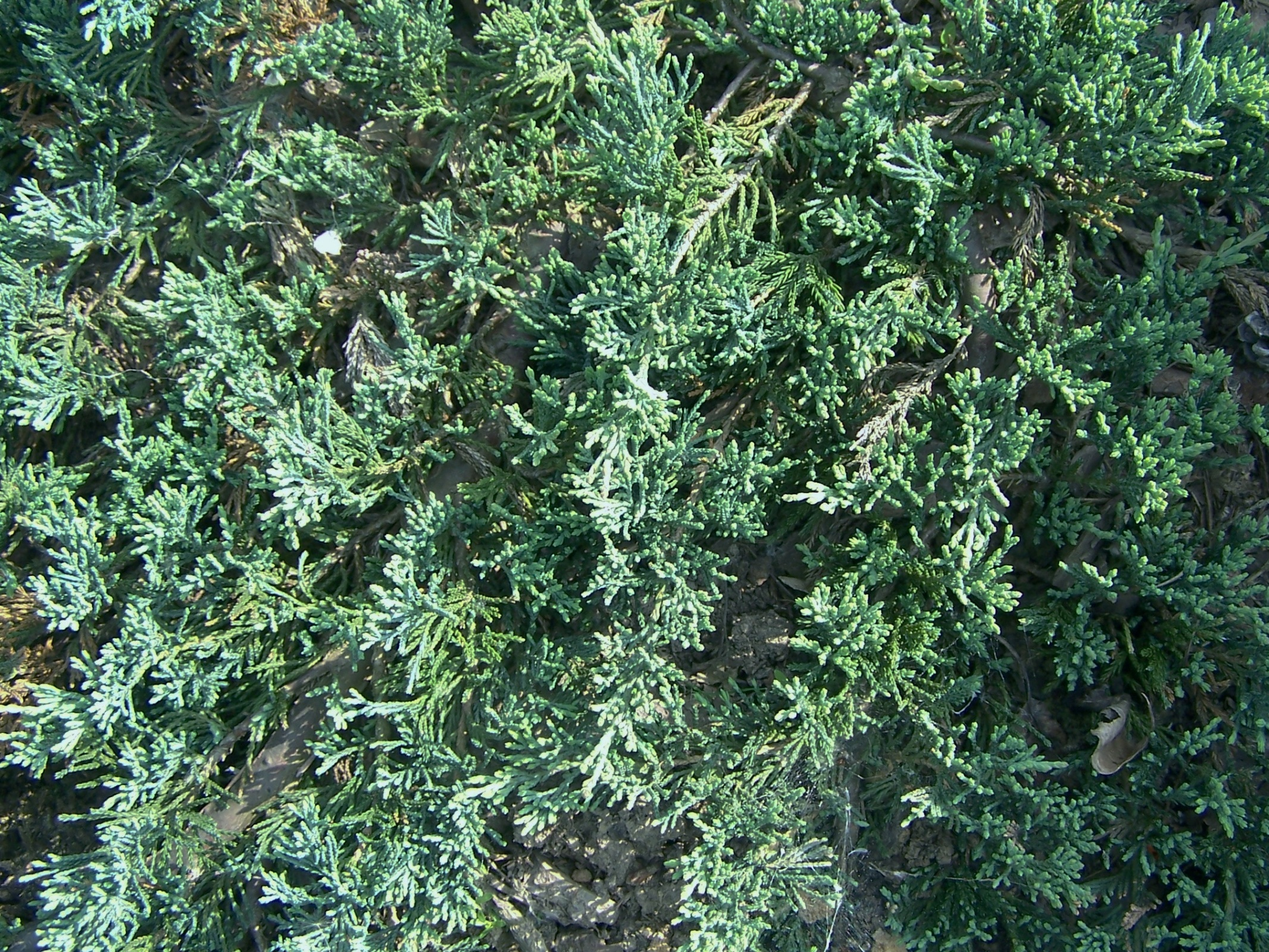
'Wiltoni'

Jałowiec płożący (Juniperus horizontalis Moench.) – gatunek roślin należący do rodziny cyprysowatych. Pochodzi z północnej części Ameryki Północnej, gdzie występuje aż po Alaskę i Jukon. Jest powszechnie uprawiany w wielu krajach, również w Polsce, jako roślina ozdobna.

## Morfologia i biologia
PokrójBardzo niski, płożący się po ziemi krzew. Tworzy na ziemi gęsty dywan, osiągający średnicę (po wielu latach) kilku metrów. U typowej, dziko rosnącej formy jego wysokość nie przekracza 45 cm, niektóre ozdobne kultywary są jeszcze dużo niższe.
LiściePo 4 w okółku, łuskowate, rynienkowate, przylegające do pędów, po zmiażdżeniu wydzielające przyjemny zapach.
Organy generatywneZ kwiatostanu żeńskiego powstaje zmięśniała szyszkojagoda.

## Zastosowanie i uprawa
Gatunek ma szerokie zastosowanie w ogrodnictwie. Jest całkowicie mrozoodporny. Jest doskonałą rośliną okrywową, mogącą na dużych przestrzeniach zastępować trawnik. Nadaje się też do ogródków skalnych, gdzie można nim obsadzać skały, murki. Może być uprawiany w pojemnikach.
Jest łatwy w uprawie. Najlepiej rośnie na przepuszczalnej glebie. Wymaga pełnego oświetlenia. Nie należy go sadzić na trawniku, gdyż jego pełzające pędy zostaną przez trawnik zagłuszone. Z tego też względu w pierwszym okresie po posadzeniu wymaga starannego plewienia, a najlepiej obszar wokół niego przykryć folią i korą.

## Odmiany (wybór)
- 'Alpina' – o sinoniebieskich, podnoszących się pędach
- 'Bar Harbor' – o szarozielonych liściach, zimą przebarwiających się na fioletowo-różowo.
- 'Blue Chip' – o niebieskozielonych liściach
- 'Douglasii' – o stalowoniebieskich pędach, zimą przebarwiających się na fioletowy kolor
- 'Glauca' – bardzo niska (jej wysokość nie przekracza 5 cm) odmiana o szaroniebieskich liściach zimą przebarwiających się na różowo.
- 'Golden Carpet' – o pstrych pędach (ciemnozielone pędy mają końcówki o żółtym kolorze). Jesienią przebarwia się na brązowo
- 'Hugh' – o stalowo-niebieskich, płożących się i dobrze rozgałęziających się pędach
- 'Plumosa' – o niebieskoszarym ulistnieniu, zima przebarwia się na purpurowo. Jedna z najwyższych odmian (osiąga 60 cm wysokości)
- 'Variegata' – o stalowym kolorze z biało-kremowymi odcinkami pędów
- 'Wiltoni' – niskościeląca się tuż po ziemi odmiana o niebieskozielonych pędach. Jedna z popularniejszych w Polsce.